# Judith Krahl
Judith Krahl (* 23. Juli 2001) ist eine deutsche Radrennfahrerin, die auf den Cyclocross spezialisiert ist.

## Sportlicher Werdegang
Krahl ist aufgewachsen in Sonnewalde und begann im Jahr 2010 beim RSV Finsterwalde mit dem Radsport.
Bei den Deutschen Cross-Meisterschaften von 2020 bis 2022 wurde Krahl dreimal Titelträgerin der U23. Auf der Straße gewann sie die Bronzemedaille der Deutschen Meisterschaften im Einzelzeitfahren der U23.
2023 startete sie im Eliterennen der Deutschen Crossmeisterschaften und wurde dort als 21-jährige deutsche Meisterin. Bei den anschließenden Weltmeisterschaften wurde sie Achte im Rennen der U23.
Ende Februar 2023 schloss sich Krahl dem UCI Women’s Continental Team Proximus–Alphamotorhomes–Doltcini an, für welches sie Cross- und Straßenrennen bestreiten soll. Außerdem plant sie nach Belgien umzuziehen, um näher an den Austragungsorten der wichtigsten Crossrennen zu wohnen.